# Otto F. Frick

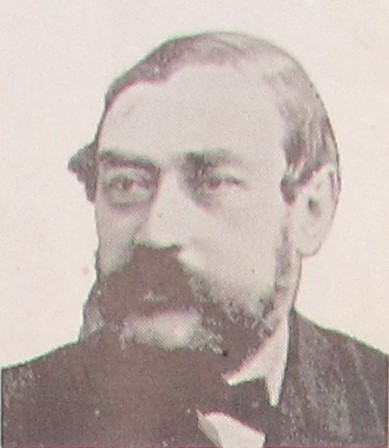
Otto Fredrik Frick.

Otto Fredrik Frick, född 27 april 1834 i Malmö, död där 2 augusti 1906, var en svensk grosshandlare och konsul. Han var bror till Rudolf och Carl Magnus Frick samt far till Carl, Otto och Anders Frick.
Frick, som var son till handlanden Carl Frick (död 1862) och dennes maka, född Giese, genomgick några klasser i Malmö latinskola. Han var 1851–1854 biträde i faderns affär, kom sedan på kontor i Fécamp, Frankrike, men återvände efter några år till Sverige för att konditionera i olika affärer i Göteborg. År 1858 anställdes han hos Bomullsväfveriaktiebolaget i Malmö, blev 1864 föreståndare för M.S. Kobbs söners filial i Malmö och öppnade 1868 en på sin tid känd vinaffär i Malmö, vilken sedermera innehades av C.J. Oldberg under firma Frick & Oldberg.
Frick var bland annat agent för brand- och livförsäkringsaktiebolaget Royal och direktör för Kristianstads enskilda banks kontor i Malmö. Han verkade energiskt för tillkomsten av Malmö–Trelleborgs Järnväg och var 1886–1893 ordförande i styrelsen för denna. Han var även ledamot i styrelsen för Sveriges allmänna handelsförening. Han var under många år medlem av stadsfullmäktige, ledamot och ordförande i byggnadsnämnden till 1874, i många år ledamot av skolrådet, sundhetsnämnden, bevillningsberedningen samt av ett flertal kommittéer för utredande av kommunala frågor. Han var från 1868 till sin död verkställande direktör i Malmö teaterbolag och 1873–1886 fransk konsularagent. Han var ledamot av styrelsen för Malmö Spårvägs AB 1891–1904. Fricksgatan i Malmö är uppkallad efter honom. 